# Byron Hurtado
Byron Hurtado – ekwadorski zapaśnik walczący w stylu klasycznym. Brązowy medalista Ameryki Południowej w 2009 roku.